# Mereologia
Mereologia jest to trzeci z tzw. systemów Leśniewskiego (obok prototetyki i ontologii), dla którego prototetyka i ontologia są systemami wcześniejszymi. Teoria ta została stworzona, aby rozwiązać problem antynomii znalezionych w teorii mnogości i dać wyraz nominalistycznym intuicjom Leśniewskiego.
Mereologia jest teorią stosunku części do całości – przyjmuje się również, że jest to teoria zbioru i klasy w znaczeniu kolektywnym. Mówiąc nieco bardziej formalnie jest to teoria zbiorów z przechodnią relacją 'należenia do'. Zbiór w sensie kolektywnym (jego przeciwieństwem jest zbiór w sensie dystrybutywnym) określić można tak: Zbiór X-ów jest to pewna całość, na którą składają się poszczególne X-y. Przez zdanie x należy do zbioru X należy rozumieć tylko to, że x spełnia pewien warunek X (posiada własność X). Obrazując to powiedzieć można np., że odpowiednio zgromadzone w bezpośrednim sąsiedztwie cegły tworzą dom, lub zgromadzone w bezpośrednim sąsiedztwie ziarnka piasku tworzą kupę piasku. Wyrażając się nieco mniej precyzyjnie powiedzieć można, że zbiór jako całość jest sumą swoich elementów.

## Historia
Okoliczności powstania mereologii po części wyjaśnia Kotarbiński (cytat za Woleńskim):
I oto zdarzyło się, że Leśniewski (a było to bodaj tuż niemal przed wojną światową) podjął się odczytu o antynomii Russella [...]. Otóż przygotowując się do owego odczytu nasz prelegent w pewnej chwili stwierdził, że obmyślona przezeń krytyka omawianej antynomii zawiera błąd, «leży w gruzach», jak zwykle był mawiać w podobnych przypadkach. Prawdziwa rozpacz! Za parę godzin odczyt, słuchacze się zejdą, sytuacja grozi kompromitacją. Postanowił tedy maksymalnie wytężyć uwagę, pomagając sobie chrupaniem czekolady. A rezultat był taki, że wedle jego własnej diagnozy z czekolady urodziła się mereologia. Bo czyż nie jest jasne, że chociaż coś, co jest M-em, jest przeto elementem klasy M-emów, jednak bynajmniej nieprawda, że coś, co jest elementem klasy M-emów, samo też musi być M-em z tej racji.

## Aksjomatyka
Jedną z możliwych aksjomatyk mereologii Leśniewski wyłożył w 1930:
- Aksjomaty:
  1. jeżeli P jest częścią przedmiotu Q, to Q nie jest częścią przedmiotu P;
  2. jeżeli P jest częścią przedmiotu Q, oraz Q jest częścią przedmiotu R, to P jest częścią przedmiotu R;
  3. jeżeli każde a jest tym samym przedmiotem, co P, lub częścią przedmiotu P, każde a jest tym samym przedmiotem, co Q, lub częścią przedmiotu Q, i przy wszelkim R – jeśli R jest częścią przedmiotu P, lub R jest częścią przedmiotu Q, to pewien przedmiot, będący tym samym przedmiotem, co R, lub częścią przedmiotu R, jest a lub jest częścią pewnego a – to P jest Q;
  4. jeżeli pewien przedmiot jest a, to dla pewnego P: (a) przy wszelkim Q, jeżeli Q jest a, to Q jest tym samym przedmiotem, co P, lub jest częścią przedmiotu P i (b) przy wszelkim Q, jeżeli Q jest częścią przedmiotu P, to pewien przedmiot, będący tym samym przedmiotem, co Q, lub częścią przedmiotu Q, jest a lub jest częścią pewnego a.
- Definicje (ingrediensu, czyli elementu, i klasy):
  1. P jest ingrediensem Q wtedy i tylko wtedy, gdy P jest tym samym przedmiotem, co Q, lub jest częścią Q;
  2. P jest klasą przedmiotów a wtedy i tylko wtedy, gdy (a) P jest przedmiotem, (b) przy wszelkim Q – jeżeli Q jest a, to Q jest ingrediensem przedmiotu P i (c) przy wszelkim Q – jeżeli Q jest ingrediensem przedmiotu P, to pewien ingrediens przedmiotu Q jest ingrediensem pewnego a.